# Marion Ascherl
Marion Ascherl (* 1961 oder 1962) ist eine deutsche Designerin.

## Leben
Marion Ascherl wuchs im ländlichen Rechberghausen (Baden-Württemberg) in einer Handwerkerfamilie auf und machte eine Lehre als  Schneiderin, bevor sie an der heutigen Hochschule für Gestaltung Schwäbisch Gmünd Industriedesign studierte. Die Designerin sieht sich in der Tradition der  Hochschule für Gestaltung Ulm und der Hochschule für Gestaltung Schwäbisch Gmünd, bei dem Funktionalität, Realisierbarkeit und schlüssige Konzeption höher gewertet werden als formale Trends.
Marion Ascherl lebt mit dem Designer Hubert Minsch und ihren gemeinsamen Töchtern in Schwäbisch Gmünd.

## Auszeichnungen
Nach dem Diplom 1988 war Ascherl Preisträgerin des Mia-Seger-Preises, der jährlich zur Förderung bemerkenswerter Designkonzeptionen durch das Design Center Baden-Württemberg vergeben wird.
Als eine der ersten Preisträgerinnen wurde sie noch von der "Grand Dame" des deutschen Designs selbst ausgezeichnet.

## Werke (Auswahl)
Beispielhafte Werke:
- Kindermöbel
- Büromöbel
- Public Design für die Gemeinde Rechberghausen
- Papiertasche für das Museum Zons[2][3]
- Leitsystem für die Gartenschau 2009 in Rechberghausen[4]